# Tepe lateral velar sonoro
O tepe lateral velar sonoro é um alofone do aproximante lateral velar em algumas línguas da Nova Guiné, como o kanite e o melpa. A duração extremamente curta do [ʟ] na posição intervocálica (20–30 ms) justifica chamá-lo de tepe, de acordo com Ladfoged & Maddieson(1996).
Não existe um símbolo específico para este som. No entanto, um L maiúsculo no AFI com um diacrítico para extracurto, [ʟ̆], capturaria a descrição de Ladefoged e Maddieson.

## Característica
- Sua maneira de articulação é tepe ou flepe, o que significa que é produzida com uma única contração dos músculos de forma que um articulador (geralmente a língua) é lançado contra outro.[1]
- Seu ponto de articulação é velar, o que significa que se articula com a parte posterior da língua (dorso) no palato mole.[1]
- Sua fonação é expressa, o que significa que as cordas vocais vibram durante a articulação.[1]
- É uma consoante oral, o que significa que o ar só pode escapar pela boca.[1]
- É uma consoante lateral, o que significa que é produzida direcionando o fluxo de ar para os lados da língua, em vez de para o meio.[1]
- O mecanismo da corrente de ar é pulmonar, o que significa que é articulado empurrando o ar apenas com os pulmões e o diafragma, como na maioria dos sons.[1]